# Барановка (Нижньогородська область)
Барановка (рос. Барановка) — селище в Вознесенському районі Нижньогородської області Російської Федерації.
Населення становить 14 осіб. Входить до складу муніципального утворення Наришкінська сільрада.

## Історія
Від 2004 року входить до складу муніципального утворення Наришкінська сільрада.

## Населення
| 1999 | 2002 | 2010 |
| ---- | ---- | ---- |
| 11   | →11  | ↗14  |